# Humanistenbibliothek in Schlettstadt

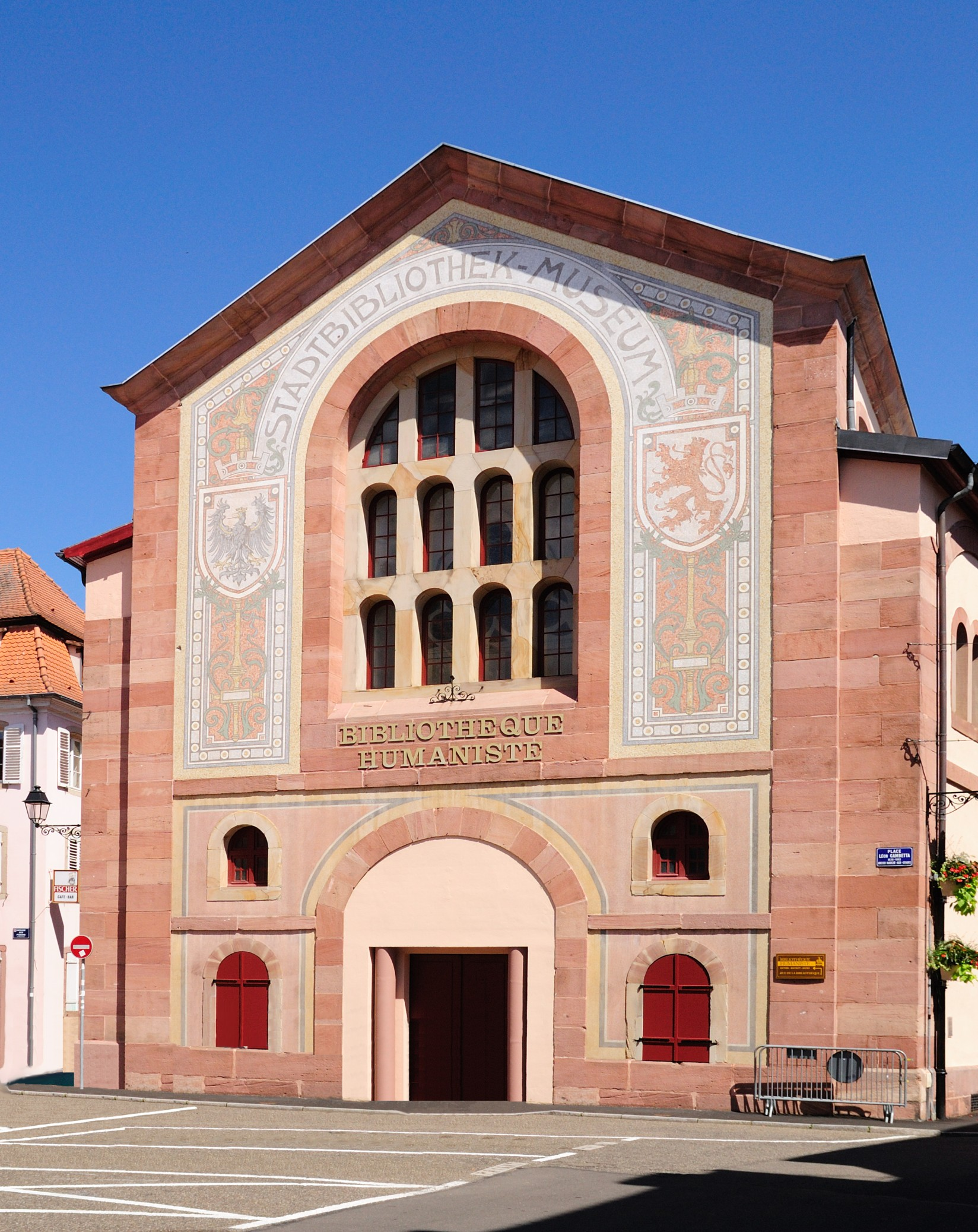
Humanistenbibliothek

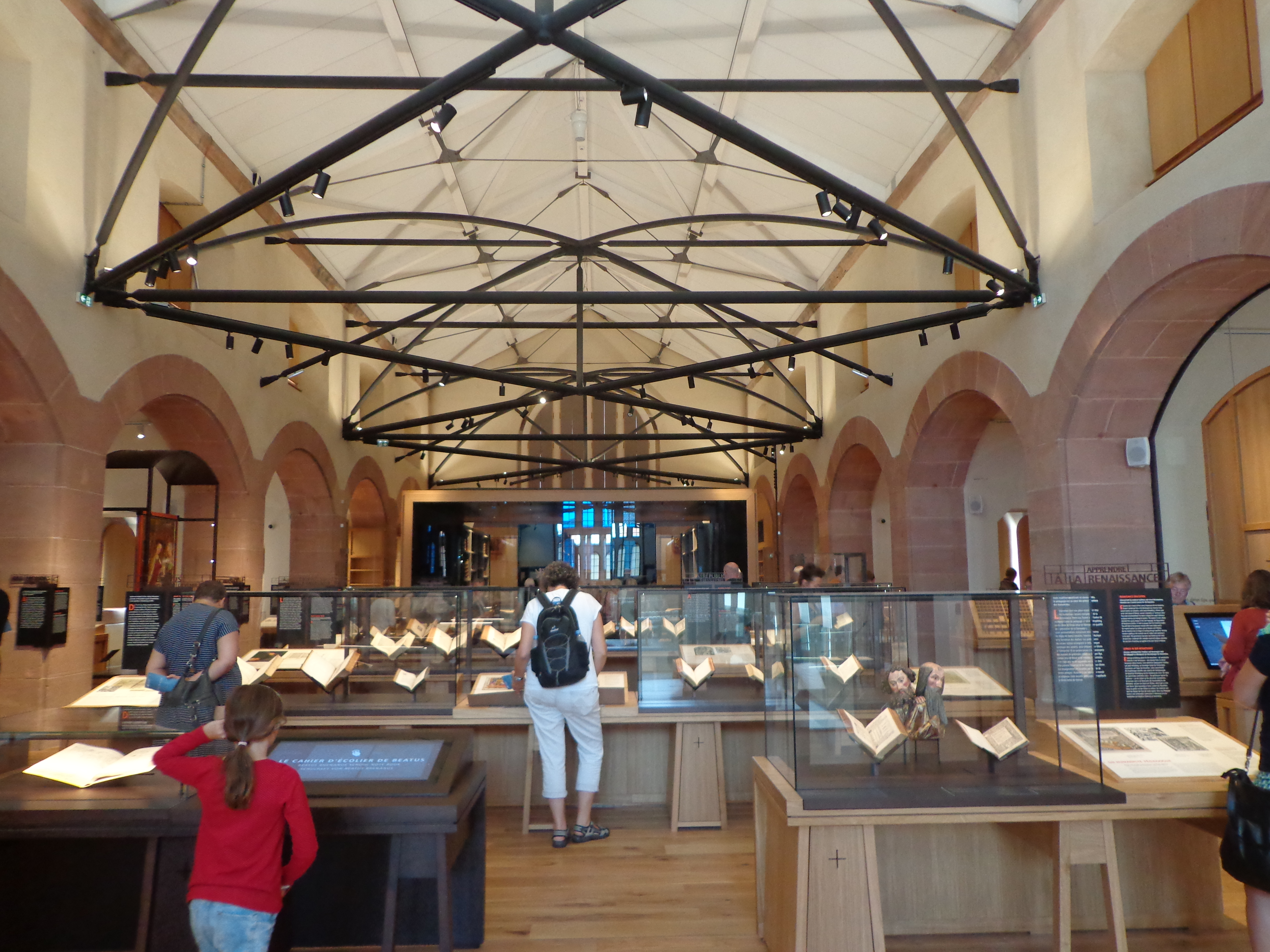
Hauptlesesaal der Bibliothek nach der Umgestaltung durch Rudy Ricciotti (2018)

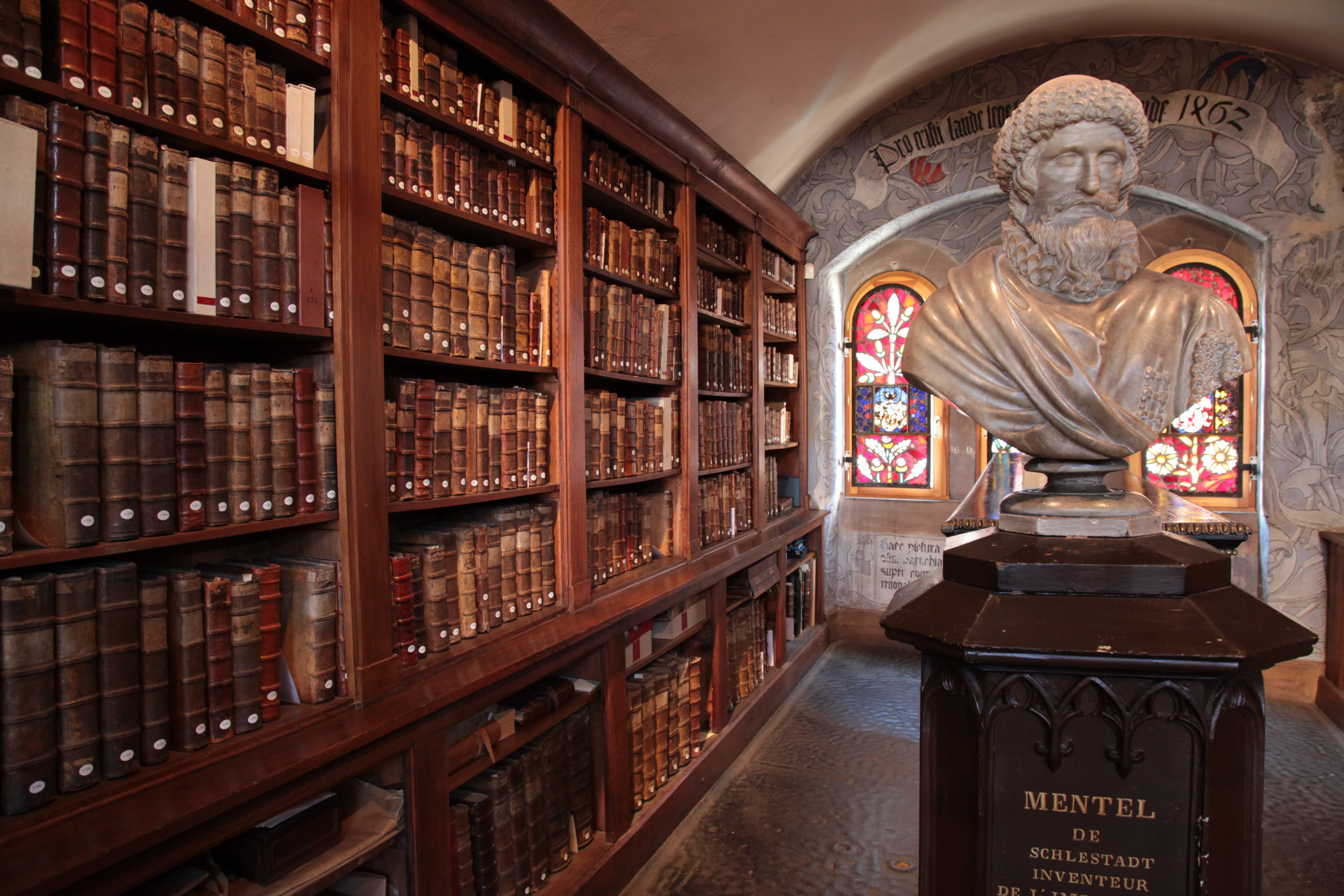
Bibliothek des Beatus Rhenanus mit Büste von Johannes Mentelin

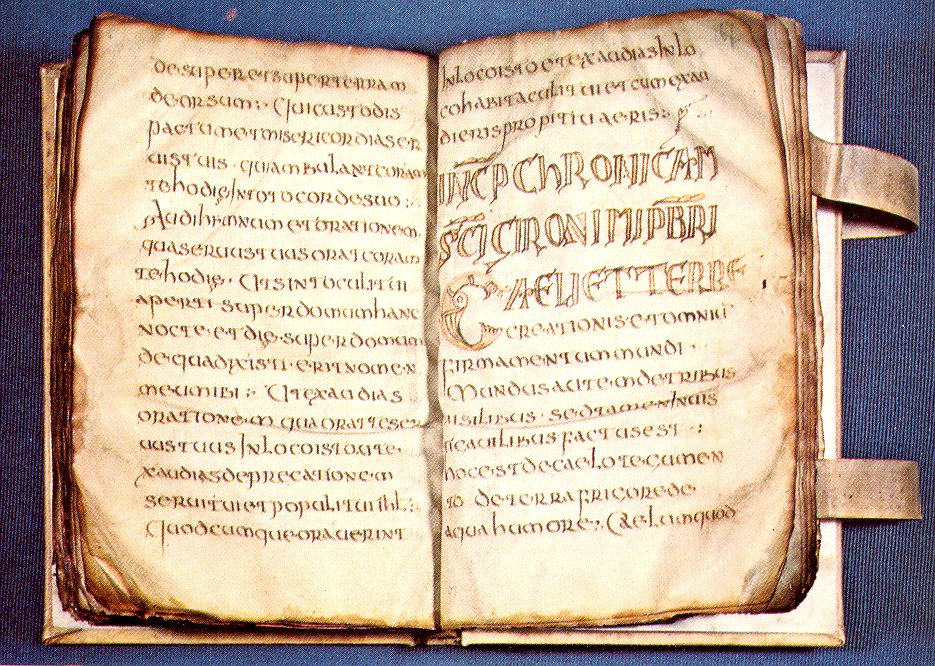
Das älteste Buch der Bibliothek: eine merowingische Handschrift aus dem 7. Jahrhundert

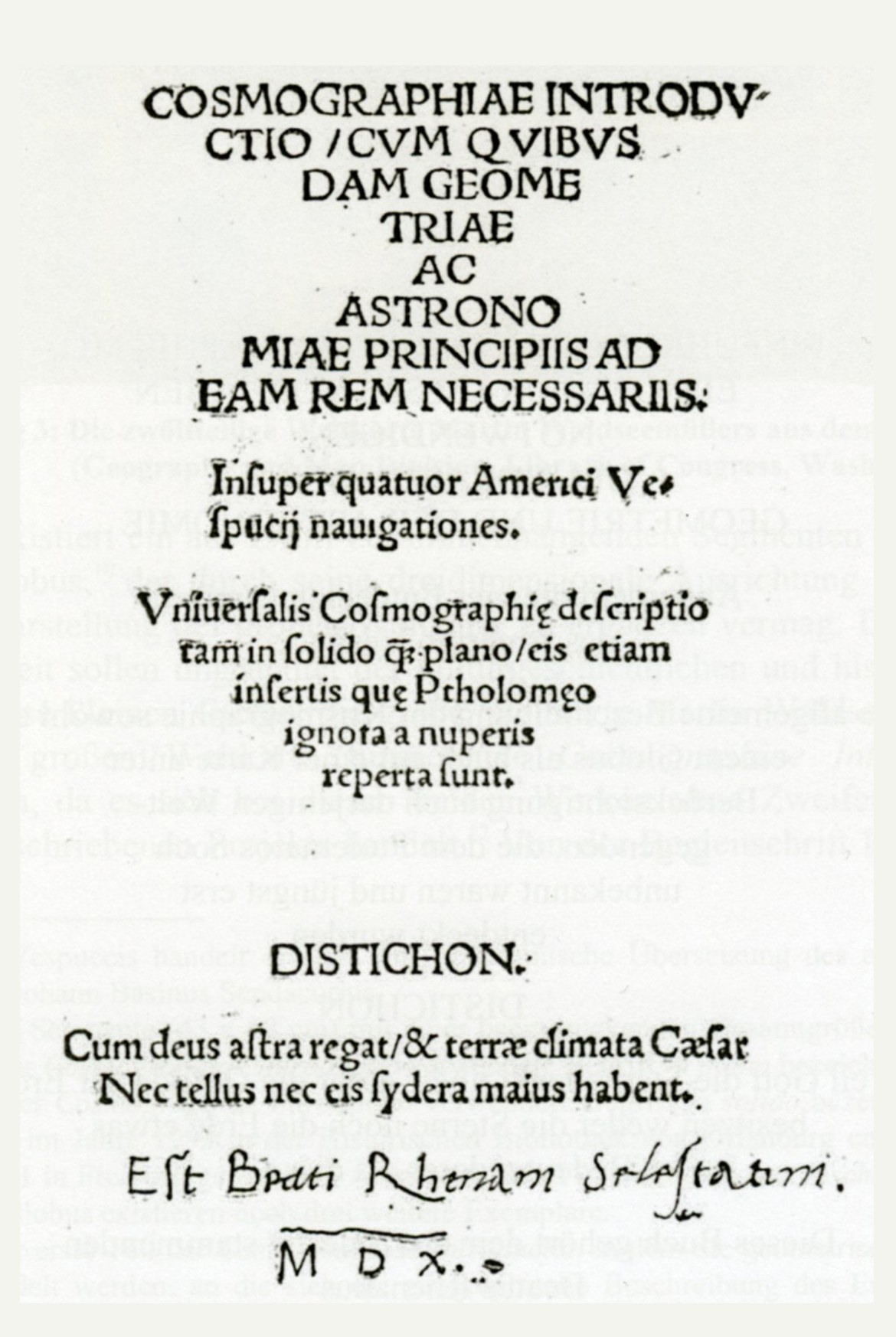
Titelblatt der Cosmographiae Introductio, Exemplar aus dem Besitz von Beatus Rhenanus mit Exlibris von seiner eigenen Hand

Die Humanistenbibliothek (französisch Bibliothèque humaniste) in Schlettstadt besitzt eine bedeutende Sammlung von Werken aus Renaissance und Humanismus, von denen ein Teil heute zum Weltdokumentenerbe der UNESCO gehört.

## Geschichte

### Bibliothek der Lateinschule
Die Humanistenbibliothek in Schlettstadt hat ihre Wurzeln in der Tatsache, dass die Lateinschule Schlettstadt an der Wende vom 15. zum 16. Jahrhundert ein weit über die Region hinaus bedeutender Ort der Bildung war. Eine ganze Reihe von Humanisten erhielten hier ihre Ausbildung. Der historische Bibliotheksbestand setzt sich weitgehend aus ihren Nachlässen zusammen. Da Bücher und Handschriften nur in geringer Auflage hergestellt wurden, die Herstellung selbst kostspielig war, stellten sie auch materiell einen hohen Wert da.
Die Stiftungen zugunsten der Bibliothek begannen mit dem Vermächtnis des Pfarrers Johannes von Westhuss, der 1452 seine Bücher der Pfarrkirche St. Georg vermachte – alles noch Handschriften. Eng verbunden mit St. Georg war die Lateinschule von Schlettstadt, die so zum Grundstock einer eigenen Bibliothek kam. Johannes von Westhuss ließ einen geeigneten Raum für die Aufbewahrung der Bücher mit Arbeitsplätzen einrichten, an denen Schüler die Werke abschreiben konnten. Lehrer und ehemalige Schüler der Lateinschule ergänzten der Bibliothek um weitere Bücher. Zu den Stiftern gehörten Ludwig Dringenberg (1410–1477), ab 1441 Lehrer der örtlichen Lateinschule, Jakob Wimpfeling (1450–1528), Johannes Fabri (1504–1558) und Martin Ergersheim. Letzterer schenkte 1535 mehr als 100 Bücher. Inzwischen befanden sich – nachdem in der zweiten Hälfte des 15. Jahrhunderts die Ausbreitung des Buchdrucks mit beweglichen Lettern rasant um sich griff – zunehmend Drucke unter den geschenkten Büchern, wertvolle Inkunabeln. 1579 erfolgte eine weitere Schenkung durch den in Schlettstadt geborenen Jakob Oechsel („Taurellus“), Notar und kaiserlicher Sekretär.

### Bibliothek des Beatus Rhenanus

#### Entstehung
1547 starb Beatus Rhenanus und vermachte seine – für damalige Verhältnisse riesige – Privatbibliothek, die er an seinen Studien- und Wirkungsorten Straßburg, Basel, Paris und Schlettstadt zusammengetragen hatte, der Stadt Schlettstadt. Die Bibliothek war schon damals berühmt und von unschätzbarem Wert. Sie umfasste 600 Bände, wobei nach damaligem Brauch auch mehrere Werke zu einem Band zusammengebunden waren – in diesem Fall bis zu 24. Die Bibliothek wurde zunächst im Stadtarchiv untergebracht, damals aber nicht komplett inventarisiert. Deshalb ist davon auszugehen, dass einige Werke im Laufe der Zeit „abhandenkamen“. So gab es 1709 einen Streit zwischen der Stadt und örtlich ansässigen Jesuiten über ausgeliehene und nicht zurückgegebene Bücher. Erst 1739 veranlasste Johann Daniel Schöpflin die erste vollständige Erfassung des damaligen Bestandes der Bibliothek.
Die Bibliothek des Beatus Rhenanus ist die einzige größere Humanistenbibliothek, die nahezu vollständig als Ganzes erhalten ist. Andere große Bibliotheken wie die des Erasmus von Rotterdam oder Johannes Reuchlin wurden nach dem Tod ihrer Besitzer zerstreut.
Gegen Ende des 17. Jahrhunderts erhielt die Bibliothek einen neuen Raum im Zollgebäude am Kornmarktplatz in Schlettstadt. Dort wurde 1843 das Kornhaus gebaut.

#### Welterbe
Die Bibliothek von Beatus Rhenanus wurde am 24. April 2011 in die Liste des Weltdokumentenerbes der UNESCO aufgenommen.

#### Besonderheiten
2015 fand der amerikanische Forscher James Hirstein im Bestand der Bibliothek des Beatus Rhenanus ein Exemplar von Martin Luthers Von der Freiheit eines Christenmenschen von 1520 mit Luthers eigenen handschriftlichen Anmerkungen und Änderungen für die zweite Auflage, die 1521 in Basel erschien.

### Vereinte Bibliotheken
1757 wurden die beiden Bibliotheken in einem Raum des Turms der St. Georgskirche vereinigt. 1774 ernannte der Magistrat erstmals einen Bibliothekar und erließ eine Benutzungs-Verordnung.
Die Französische Revolution verschonte die Bibliothek – ganz im Gegenteil erhielt sie sogar noch Ergänzungen aus den Bibliotheken von im Zuge der Revolution aufgelösten geistlichen Einrichtungen. 1841 beschloss der Magistrat, eine öffentliche Bibliothek einzurichten. Grundlage war der überkommene Bestand. Die Bibliothek wurde im zweiten Stock des Rathauses eingerichtet. Neben weiter eingehenden Spenden und Nachlässen wurde nun auch systematisch Literatur angekauft und die Bibliothek wuchs ständig. Die Räume im Rathaus wurden zu eng. Zugleich war aufgrund wirtschaftlicher Entwicklungen das Kornhaus der Stadt Schlettstadt inzwischen zu groß. So wurde eine Hälfte des Gebäudes für die Nutzung durch die Bibliothek freigeräumt, modern umgebaut und am 6. Juni 1889 eröffnet. Schon damals gab es hier museal gestaltete Räume, in denen die wertvollsten Bücher ausgestallt waren.
Im Ersten Weltkrieg wurde die Bibliothek in den Keller des Kornhauses evakuiert, im Zweiten Weltkrieg 1939 zunächst im Château de Hautefort im Département Dordogne. Nach der Besetzung Frankreichs durch die Wehrmacht kam sie nach Schlettstadt zurück, um 1942 aus Angst vor Luftangriffen erneut ausgelagert zu werden, diesmal in Kellerräume der Hohkönigsburg. Trotz all dieser Transporte überstand der Bestand den Krieg ungeschmälert.
1953 erhielt die Bibliothek anlässlich des 500. Jahrestages der Schenkung von Pfarrer Johannes von Westhuss einen neuen Lesesaal im ersten Stock des Kornhauses. Einige Jahre später wurden die wertvollsten Objekte auch wieder öffentlich ausgestellt. Gleichzeitig war die Bibliothek aber weiter auch die öffentliche Bücherei der Stadt. Letztere Funktion wurde Mitte der 1990er Jahre an ein interkommunales Medienzentrum abgegeben.
Die Bibliothek war 2012/13 Teil der zweisprachigen Drei-Länder-Ausstellung zum „Oberrheinischen Humanismus“, hier unter dem Titel Zwischen Basel und Schlettstadt. Der Humanismus im 16. Jahrhundert.

## Gegenwart
Die Bibliothek ist auch ein öffentliches Museum, in dem die bedeutendsten Werke gezeigt werden. Gleichzeitig sind die historischen Bücher für die Forschung zugänglich. Die Sammlung umfasst 550 Inkunabeln, 460 mittelalterliche und neuzeitliche Handschriften, 2200 Druckwerke aus dem 16. Jahrhundert, 1600 Druckwerke aus dem 17. Jahrhundert und 2600 Druckwerke aus dem 18. Jahrhundert. Insgesamt hat die Bibliothek einen Buchbestand von 72.000 Einheiten.
Daneben werden auch sakrale oberrheinische Kunstwerke aus dem 15. und 16. Jahrhundert aufbewahrt und ausgestellt.

## Architektur
Das historische Kornhaus wurde ab 2016 komplett entkernt. Im Zuge der Arbeiten fand auch eine archäologische Ausgrabung statt, bei der neben zahlreichen Zeugnissen des Alltagslebens des 15. und 16. Jahrhunderts auch ein Friedhof aus der Merowingerzeit angeschnitten wurde. Das Gebäude erhielt eine neue Raumstruktur, im ersten Obergeschoss befindet sich der große Ausstellungssaal und der Lesesaal. Von 2014 bis 2018 wurde das historische Gebäude um einen Neubau von Rudy Ricciotti erweitert. Die Wiedereröffnung fand am 18. Juni 2018 statt. Es stehen jetzt 2.500 m² zur Verfügung, davon fast 500 m² für Ausstellungen, sowie zusätzliche Räume für Konferenzen und andere Veranstaltungen.